# Kura Kura
「Kura Kura」（クラクラ）は、韓国のガールズグループTWICEの楽曲である。日本での8枚目のシングルとして、2021年5月12日にワーナーミュージック・ジャパンよりリリースされた。

## 概要
前作『BETTER』以来、約6か月を経てのシングル。
初回限定盤A、初回限定盤B、通常盤とONCE JAPAN会員限定の販売商品であるONCE JAPAN限定盤の4形態でリリースされる。
初回限定盤AのみにDVDが付属され、ミュージックビデオのメイキング映像とジャケットのメイキング映像が収録されている。
表題曲はTWICEの産みの親であるJ.Y.Parkが作詞を担当。
2021年3月23日から、ナヨンを皮切りに各メンバーのティザー映像が段階的に公開され、同月26日にはジャケット写真が公開。同年4月21日の午前0時にはミュージックビデオが解禁され、同時に先行配信も開始された。

## 背景とリリース
2021年3月6日に開催されたオンラインコンサート「NTTdocomo新体感ライブCONNECT Special Live 『TWICE in Wonderland』」にて本シングルのリリースが発表され、収録内容も公開された。

## ライブパフォーマンス
Kura Kura
2021年5月14日放送のテレビ朝日系『ミュージックステーション』にてテレビ初披露された。

## 収録曲
| #         | タイトル                           | 作詞                                  | 作曲          | 編曲      | 時間  |
| --------- | ---------------------------------- | ------------------------------------- | ------------- | --------- | ----- |
| 1.        | 「Kura Kura」                      | J.Y.Park"The Asiansoul"、Yu-ki Kokubo | UTA           | UTA       | 3:47  |
| 2.        | 「Strawberry Moon」                | Yuka Matsumoto                        | Trippy、CIARA | Trippy    | 3:23  |
| 3.        | 「Kura Kura (Instrumental)」       |                                       | UTA           | UTA       | 3:47  |
| 4.        | 「Strawberry Moon (Instrumental)」 |                                       | Trippy、CIARA | Trippy    | 3:21  |
| 合計時間: | 合計時間:                          | 合計時間:                             | 合計時間:     | 合計時間: | 14:18 |

| #  | タイトル                                  | 作詞 | 作曲・編曲 | 監督 |
| -- | ----------------------------------------- | ---- | ---------- | ---- |
| 1. | 「『Kura Kura』Music Video Making Movie」 |      |            |      |
| 2. | 「Jacket Shooting Making Video」          |      |            |      |